# Vatu
O Vatu é a atual moeda de Vanuatu, um país da Oceânia.

## História
O vatu foi introduzido em 1981, um ano após a independência, para substituir o franco das Novas Hébridas ao par. O vatu foi emitido como uma unidade única, sem subdivisão, com a moeda de 1 vatu sendo a menor denominação emitida, de forma semelhante ao iene japonês (pós-1953) e ao rublo tajique (embora este tivesse uma subdivisão oficial, ainda que teórica).
O código monetário ISO 4217 para o vatu de Vanuatu é VUV. Seu símbolo nacionalmente reconhecido Vt é o mais frequentemente usado em formato escrito. A introdução do vatu também marcou o fim da circulação oficial do dólar australiano em Vanuatu.